# (23514) Schneider
(23514) Schneider est un astéroïde de la ceinture principale.

## Description
(23514) Schneider est un astéroïde de la ceinture principale. Il fut découvert le 2 septembre 1992 à Tautenburg par Freimut Börngen et Lutz Dieter Schmadel. Il présente une orbite caractérisée par un demi-grand axe de 2,32 UA, une excentricité de 0,26 et une inclinaison de 3,9° par rapport à l'écliptique.

## Compléments